# Mythimna (geslacht)
Mythimna is een geslacht (en een ondergeslacht van dat geslacht) van nachtvlinders uit de familie Noctuidae, uilen. Rond dit geslacht heeft nogal wat verandering in naamgeving plaatsgevonden. De waardplanten van Mythimna-soorten komen in het algemeen uit de grassenfamilie, wat tot uitdrukking komt in de Nederlandse namen die eindigen op grasuil.

## Nederland en België
Uit Nederland en België zijn de volgende soorten waargenomen:
- Ondergeslacht Hyphilare
  - Mythimna albipuncta (Denis & Schiffermüller, 1775) - Witstipgrasuil
  - Mythimna ferrago (Fabricius, 1787) - Gekraagde grasuil
  - Mythimna l-album (Linnaeus, 1767) - Witte-l-uil
  - Mythimna litoralis (Curtis, 1827) - Helmgrasuil
- Ondergeslacht Mythimna
  - Mythimna conigera (Denis & Schiffermüller, 1775) - Eenstreepgrasuil
  - Mythimna favicolor (Barret, 1896) - Pseudo-bleke grasuil - Deze soort is wel gemeld uit Nederland, maar nooit met zekerheid vastgesteld.
  - Mythimna impura (Hübner, 1808) - Stompvleugelgrasuil
  - Mythimna pallens (Linnaeus, 1758) - Bleke grasuil
  - Mythimna pudorina (Denis & Schiffermüller, 1775) - Grijze grasuil
  - Mythimna straminea (Treitschke, 1825) - Spitsvleugelgrasuil
  - Mythimna turca (Linnaeus, 1761) - Tweestreepgrasuil
  - Mythimna vitellina (Hübner, 1808) - Zuidelijke grasuil

De bleke grasuil, stompvleugelgrasuil en spitsvleugelgrasuil uit dit ondergeslacht, die alle drie vrij algemeen in Nederland en België voorkomen, zijn vrij lastig van elkaar te onderscheiden, met name bij meer afgevlogen exemplaren. Bij de bleke grasuil is de zwarte veeg over de voorvleugel langs de witte hoofdader minder duidelijk dan bij de stompvleugelgrasuil en spitsvleugelgrasuil. Ook is bij de bleke grasuil de achtervleugel voornamelijk wit, bij de andere twee soorten donkerder grijs. De spitsvleugelgrasuil heeft verder een opvallend puntje aan de vleugel, die de stompvleugelgrasuil niet heeft.
- Ondergeslacht Pseudaletia
  - Mythimna unipuncta (Haworth, 1809) - Eenstipgrasuil
- Ondergeslacht Sablia
  - Mythimna sicula (Treitschke, 1835) - Wortelstreepgrasuil. 
    - De puntlijngrasuil, Mythimna scirpi (Duponchel, 1836) wordt door sommigen, met name in Nederland[1], als een aparte (onder)soort beschouwd, maar geldt bij de meeste auteurs als Mythimna sicula. Inmiddels wordt de indeling als vorm van M. sicula gevolgd door Fanua Europaea en Vlindernet.

## Europa
Soorten die in Europa voorkomen, maar alleen buiten Nederland en België:
- Ondergeslacht Anapoma
  - Mythimna riparia (Rambur 1829)
- Ondergeslacht Hyphilare
  - Mythimna algirica (Oberthür 1918)
  - Mythimna congrua (Hübner 1817)
  - Mythimna umbrigera (Saalmüller 1891)
- Ondergeslacht Morphopoliana
  - Mythimna languida (Walker 1858)
- Ondergeslacht Mythimna
  - Mythimna deserticola (Bartel 1903)
  - Mythimna saucasa (Pinker 1963)
  - Mythimna serradagua (Wolff 1977)
  - Mythimna velutina (Eversmann 1846)
- Ondergeslacht Prodigithymna
  - Mythimna prominens (Walker 1856)
- Ondergeslacht Sablia
  - Mythimna albiradiosa (Eversmann 1852)
  - Mythimna alopecuri (Boisduval 1840)
  - Mythimna andereggii (Boisduval 1840)
  - Mythimna opaca (Staudinger 1900)
  - Mythimna sicula (Treitschke 1835)

## Overige soorten
- M. aedesiusi Rogeot & Laporte, 1983
- M. altiphila Hreblay & Legrain, 1996
- M. atritorna (Hampson, 1911)
- M. bicristata (Berio, 1939)
- M. brandti Boursin, 1963
- M. caelebs (Grünberg, 1910)
- M. combinata (Walker, 1857)
- M. corax Krüger, 2005
- M. coronilla Berio, 1973
- M. curvata Leech, 1900
- M. chiangmai Hreblay & Yoshimatsu
- M. daemona Hreblay & Legrain, 1996
- M. diopis (Hampson, 1905)
- M. divergens Butler, 1878
- M. evoei Laporte, 1974
- M. fuscilinea (de Graslin, 1852)
- M. grandis Butler, 1878
- M. granditornalis Berio, 1970
- M. hackeri Hreblay & Yoshimatsu, 1992
- M. kambaitiana Berio, 1973
- M. larseni Wiltshire, 1985
- M. macaria Rebel
- M. madensis Berio, 1956
- M. mamohau Krüger, 2005

- M. manducata Berio, 1973
- M. matsumuriana Bryk, 1948
- M. mollis Berio, 1974
- M. montigena Hreblay & Legrain, 1996
- M. natalensis (Butler, 1875)
- M. osseogrisea Berio, 1973
- M. pastellinia Hreblay & Legrain, 1996
- M. phlebitis Püngeler, 1904
- M. poliastis (Hampson, 1902)
- M. propensa Püngeler, 1906
- M. pseudaletiana Berio, 1973
- M. rufulosa Wiltshire, 1986
- M. saucesa Pinker, 1963
- M. seifersi Rangnow, 1930
- M. semicorax Krüger, 2005
- M. sinuosa Moore, 1882
- M. sokotrensis Hreblay, 1996
- M. striatella Draudt, 1950
- M. subsignata Moore, 1881
- M. tamsi Boursin, 1964
- M. toumodi Laporte, 1978
- M. unicorna Berio, 1973
- M. vilis (Gaede, 1916)
- M. vuattouxi Laporte, 1973

## Foto's

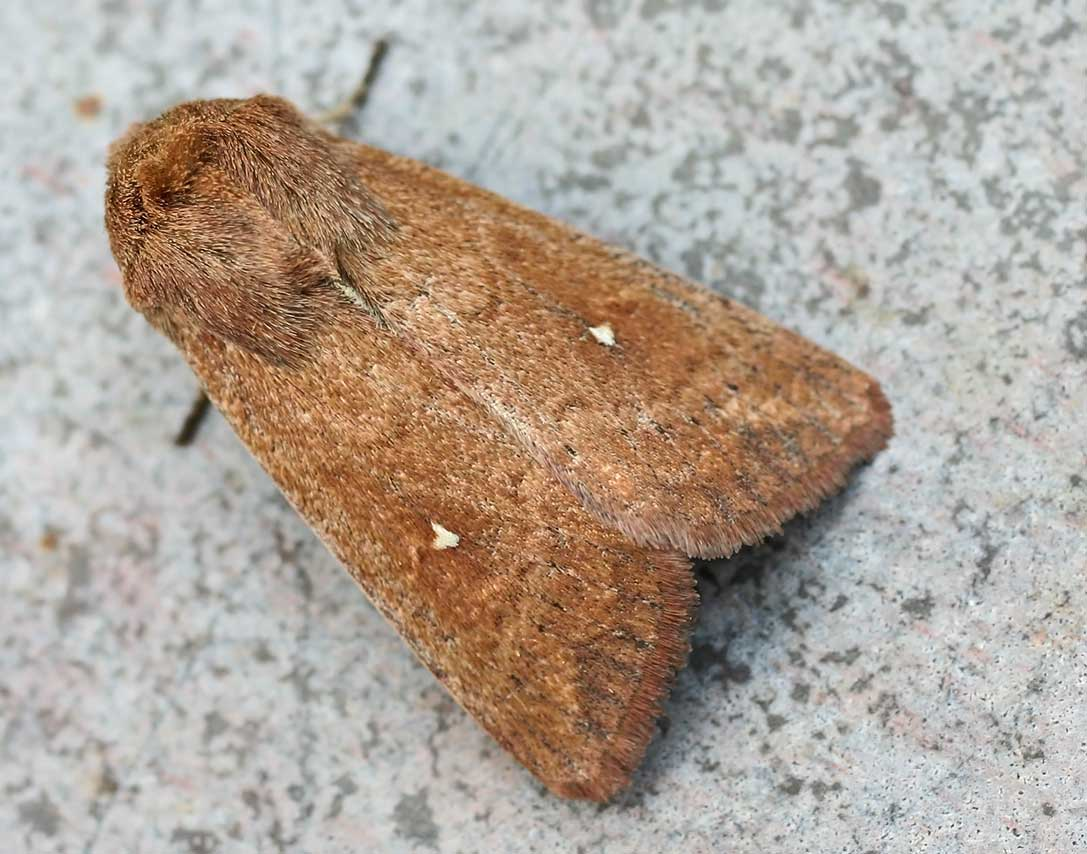
Mythimna albipuncta Witstipgrasuil
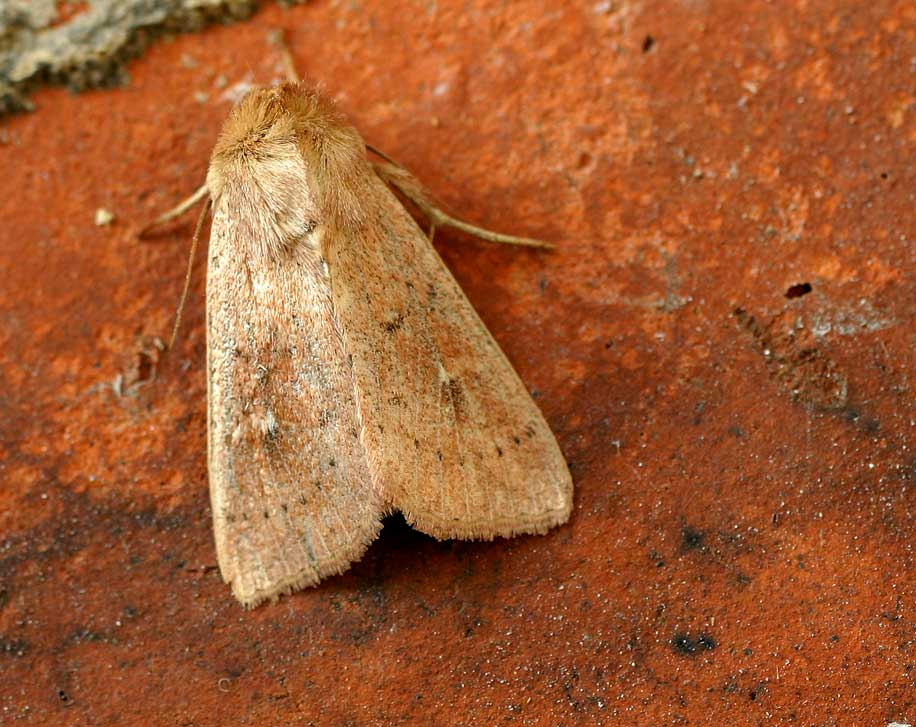
Mythimna ferrago Gekraagde grasuil
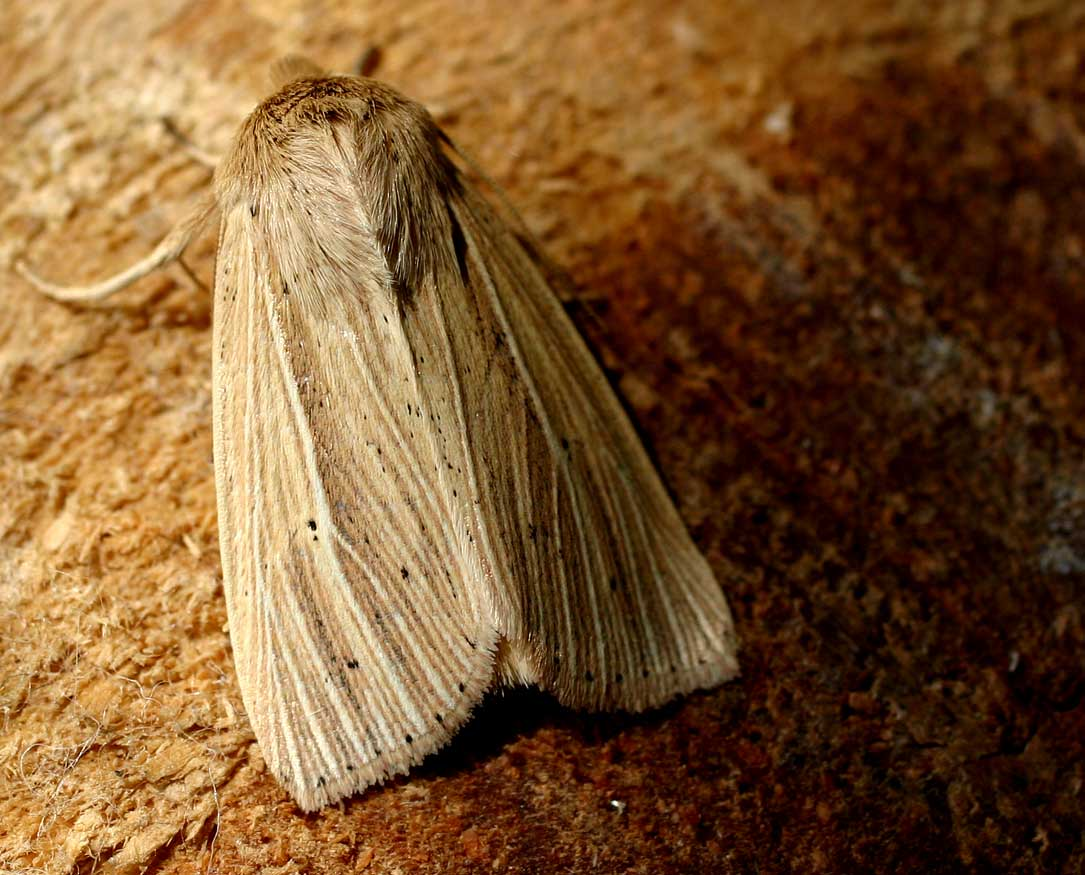
Mythimna impura Stompvleugelgrasuil
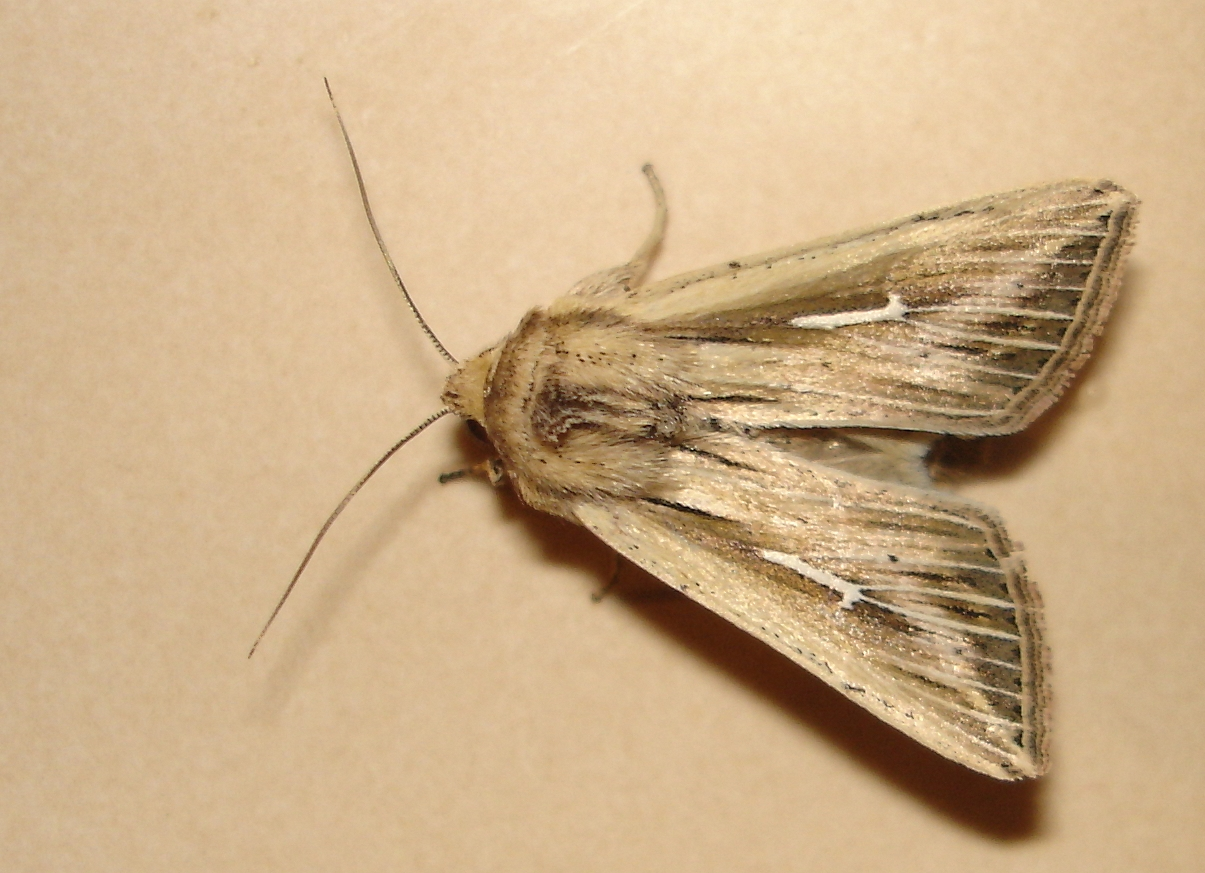
Mythimna l-album Witte-l-uil
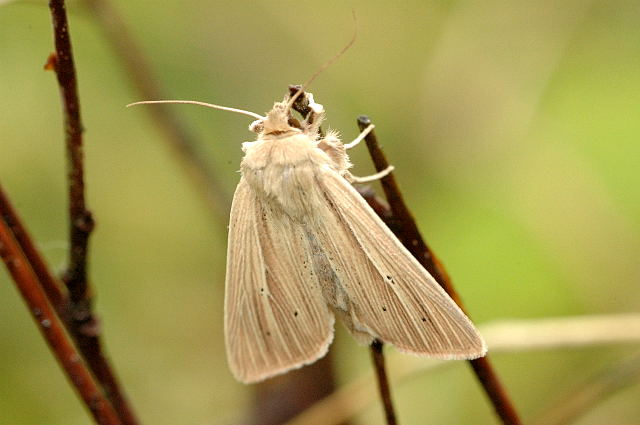
Mythimna pallens Bleke grasuil
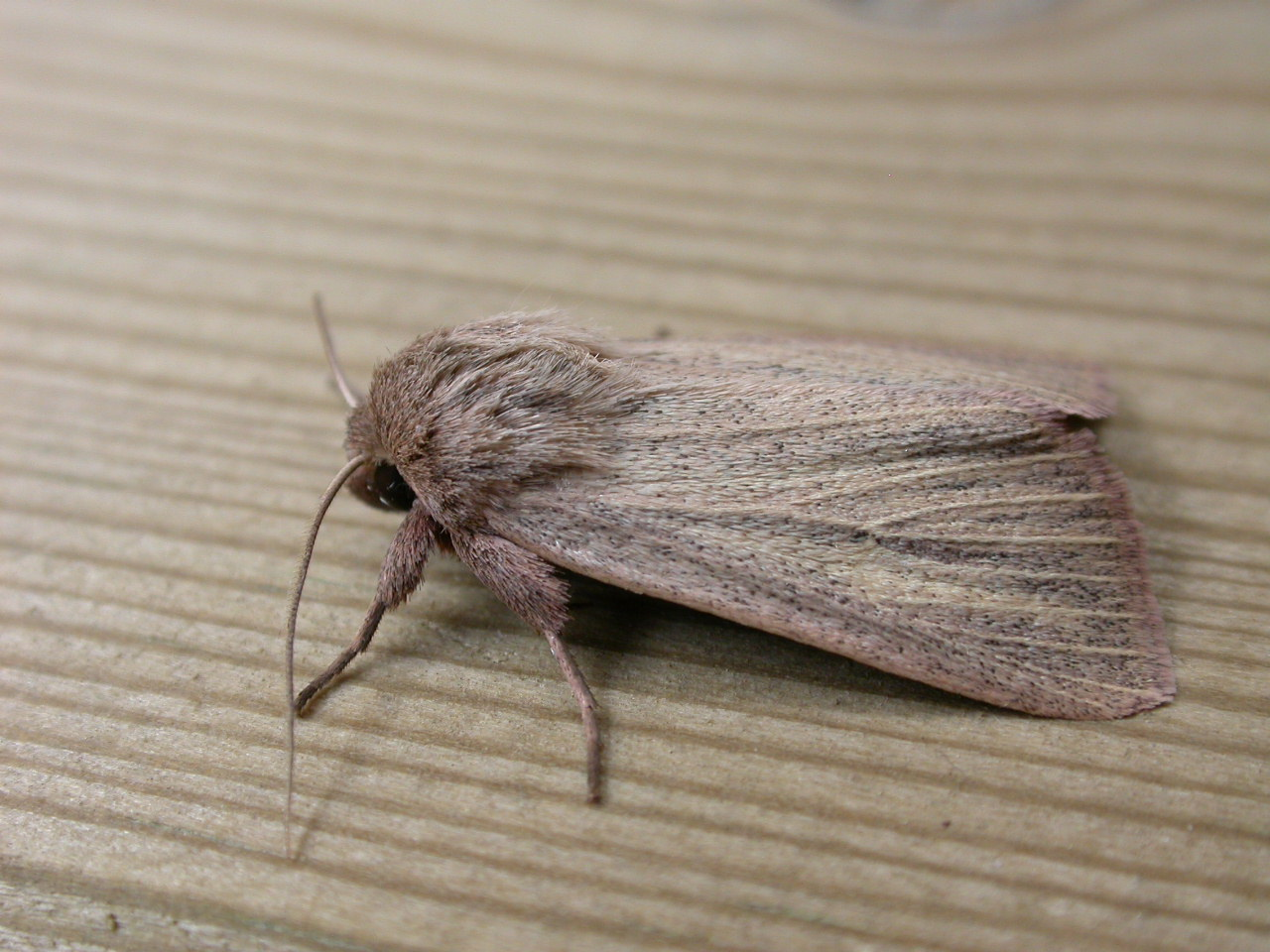
Mythimna pudorina Grijze grasuil
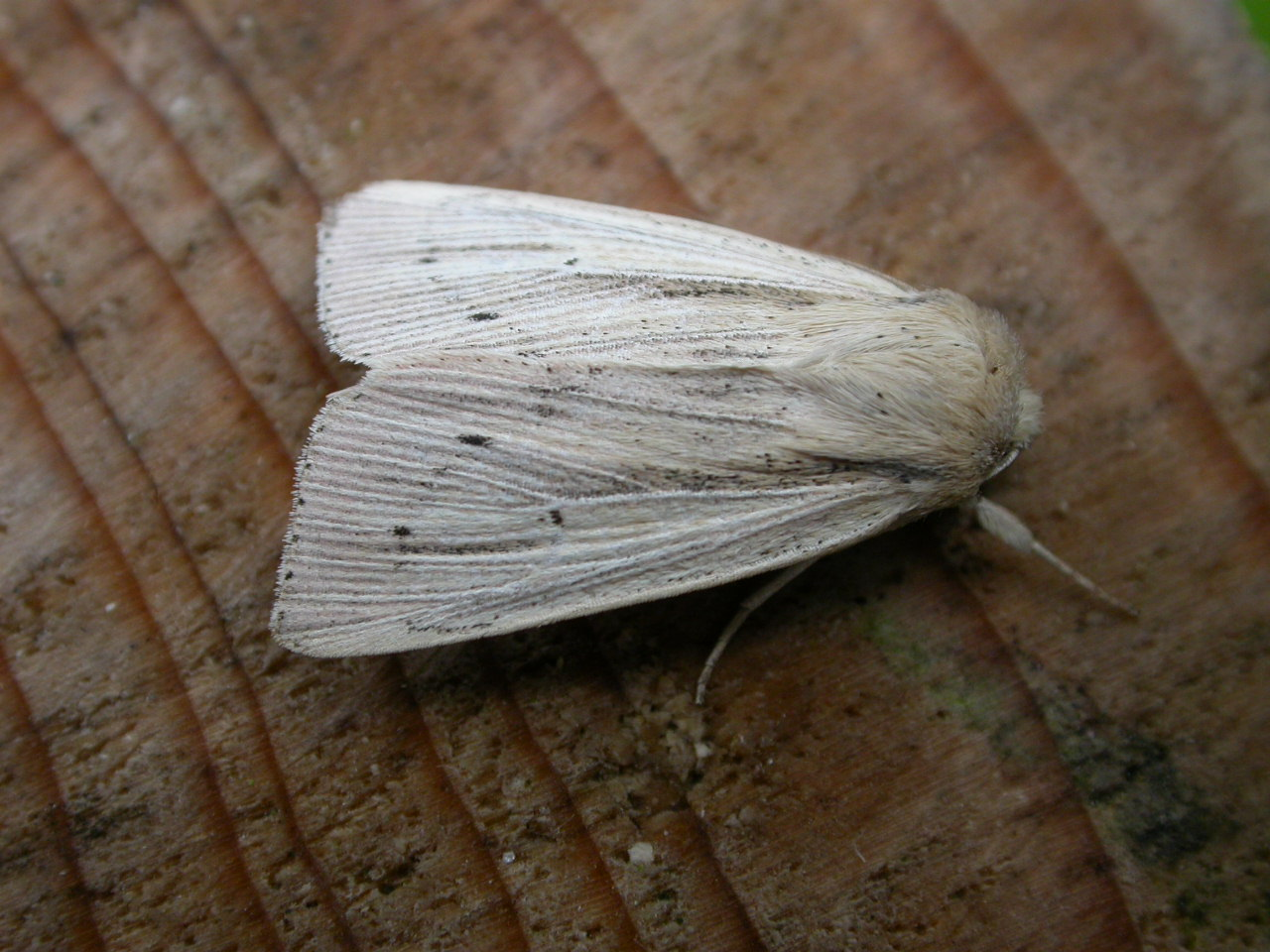
Mythimna straminea Spitsvleugelgrasuil
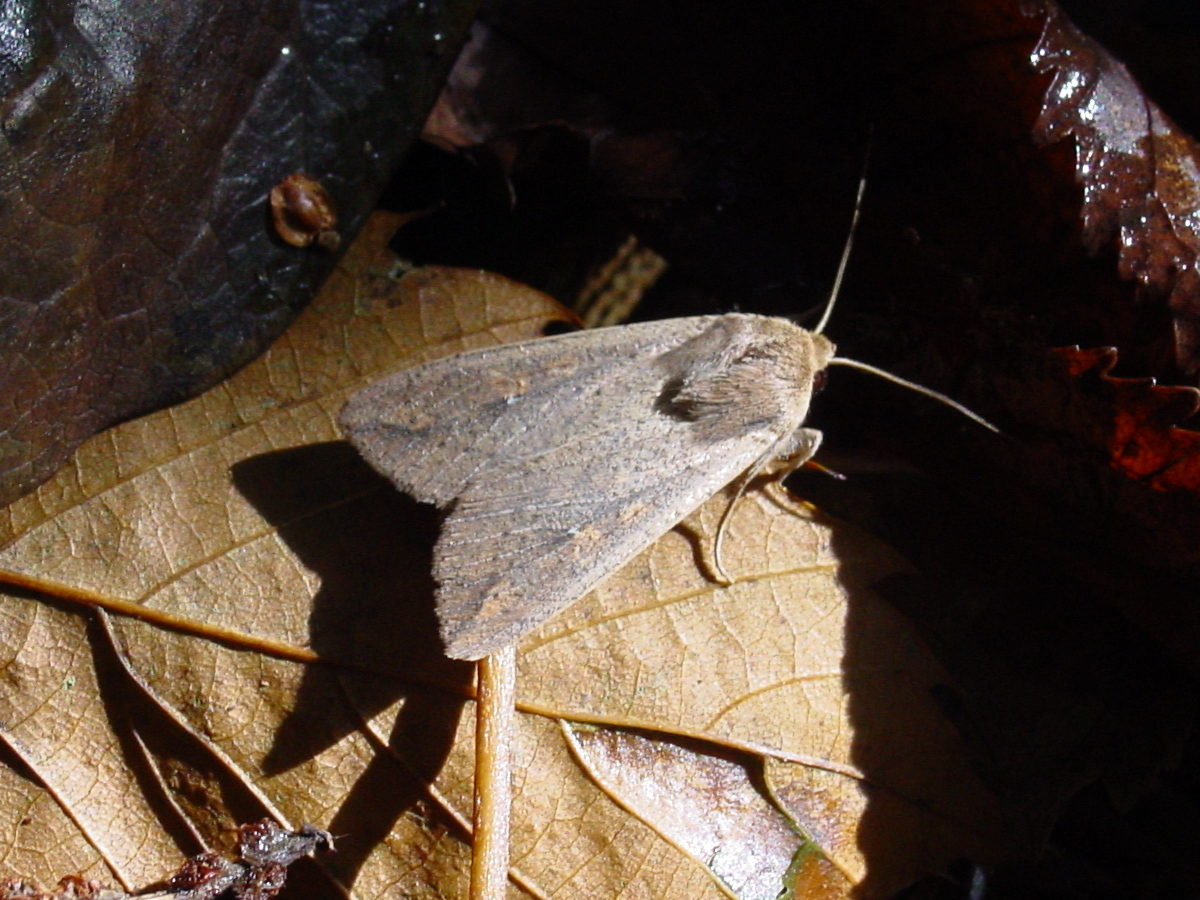
Mythimna unipuncta Eenstipgrasuil
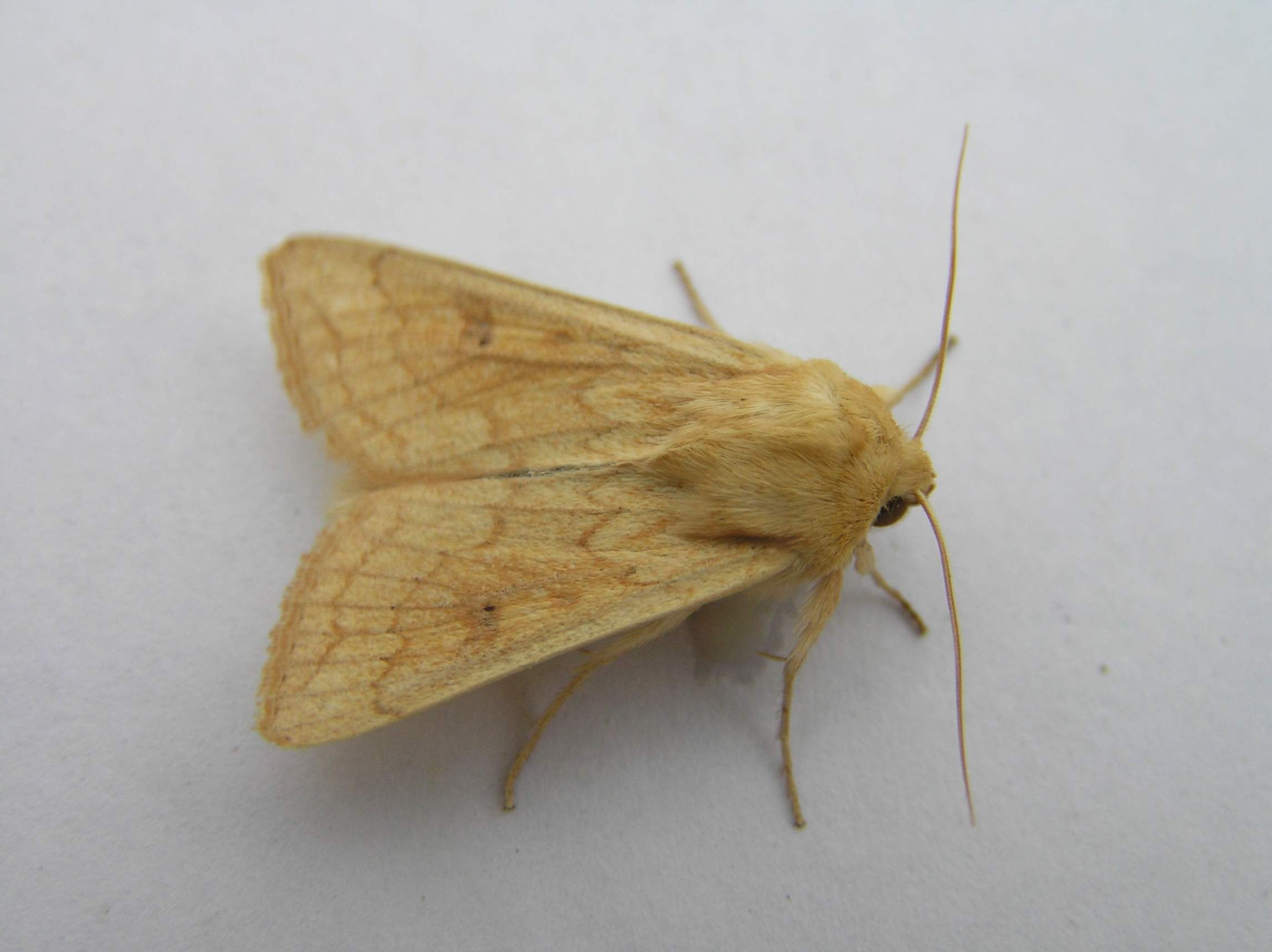
Mythimna vitellina Zuidelijke grasuil